# レタス巻き
レタス巻き（レタスまき）は、
1. 具材をレタスで巻いた巻き寿司[1]。
2. マヨネーズ味のレタスとエビを具材（芯）とする海苔巻き[2][3]。本項で述べる。

レタス巻き（レタスまき）は、レタスとエビをマヨネーズで味付けしたものを具材（芯）とする海苔巻きである。宮崎県を発祥とする。

## 歴史
宮崎県宮崎市松山にある寿司屋『一平』を発祥とする。1966年（昭和41年）に、初代店主の村岡正二が、友人の作曲家・平尾昌晃のために考案した。村岡と平尾は、平尾が九州に来た時にはいつも村岡の自宅に泊める間柄であった。ある時、平尾が体調を崩した際に、野菜嫌いの平尾に「おいしく野菜が食べられる寿司をつくってやる」と考えたのがきっかけだったという。
レタスを使うというアイデアはすぐに浮かんだものの、それと相性の良い具材がなかなか見つからなかった。試行錯誤の末、たまたまネタケースにあったエビを目にし、さらにマヨネーズも加えて一緒に巻いてみたところ美味であったため、これを「レタス巻き」として売り出した。村岡は、主として女性客を顧客層として想定していた。
当時、生野菜や、ましてやマヨネーズなど寿司に合わないと考えられていたが、その斬新さが若者を中心に幅広い層に支持され、口コミで徐々に広がっていった。『一平』のレタス巻きが人気を博すようになると、宮崎市内の他の寿司屋や居酒屋なども相次いでメニューに加えた。その後、昭和40年代後半から昭和50年代になると、「サラダ巻き」と呼ばれて全国のスーパーマーケットの惣菜売り場や持ち帰り寿司チェーンで扱われるようになった。
生前、村岡は「本当に美味しいと思えるものを、信念をもって提供し続ければ、それがやがて故郷の味となる」と語っていたという。誕生から半世紀、レタス巻きは宮崎の郷土寿司と認識され、『一平』には、宮崎県外、遠くは海外からも「元祖レタス巻き」を求める客が訪れる。『一平』の看板には「元祖 レタス巻き」と大書され、店内には現在でも村岡と平尾の写真が飾られている。

## 調理法

### 具材（芯）
『一平』のレタス巻きは、レタスとエビを具材（芯）としてマヨネーズで味付けしたものであったが、他店ではキュウリやカイワレ大根を加えるなど様々にアレンジされている。プリプリとしたエビ、シャキシャキとしたレタス、パリパリとした海苔の食感を一度に味わうことができ、エビの香りと甘さ、レタスの青いにおい、マヨネーズの旨味、寿司飯の酸味に、宮崎では一般的な甘めの醤油が、よく調和する。
- レタス
  - レタスは、大きめのもので[15]、甘みがあり食感が良いものが望ましい[8]。冷水に漬けておくとシャキシャキとした食感となる[15]。

- エビ
  - エビも、甘みがあり大きめのものが良い[8]。背ワタと取って塩茹でしておく[15]。
  - 全国に広まったサラダ巻きでは、エビの替わりにカニカマやツナなどを使うものもあるが[16]、宮崎のレタス巻きでは、エビは必ず用いる[10]。

- マヨネーズ
  - 『一平』では毎朝自店で自作しており[16]、「一度食べたら癖になるほどのおいしさ」と評価されている[7]。米酢を使い、レモン果汁や粉砕したレモンの果皮、パセリなどが加えられている[17]。市販品と比べて粘度が低く、甘味は少なく、酸味が強い[13]。平尾も、「市販品は甘い」と言っていたという[13]。
  - なお、『一平』が家庭用に監修した寿司専用のマヨネーズが、『一平のすしマヨ』として販売された[15]。

### 巻き方
『一平』では、口に入れた時に最初に具材を感じられるようにと、具材を真ん中ではなく端にくるように巻くのが特徴である。巻く際には、レタスの食感を残すために程良い力加減が求められる。
1. 全形の海苔の上に軽く成形した寿司飯を置き、海苔の幅に合わせて広げる[15]。
2. レタスを畳み、軽く握りつぶして寿司飯の奥に置く[15]。
3. レタスで包むようにエビを置き、エビが完全に隠れる程度のマヨネーズをかける[15]。
4. 奥のレタスを抑えるようにして、手前から強めに海苔を巻いていく[15]。